# In Person Friday and Saturday Nights at the Blackhawk, Complete
In Person Friday and Saturday Nights at the Blackhawk, Complete è un album discografico del quintetto di Miles Davis, pubblicato nell'anno 2003 dall'etichetta Columbia Legacy che ha raggiunto la nona posizione nella classifica Jazz Albums statunitense.

## Il disco
Alla fine del 1960 Hank Mobley sostituisce Sonny Stitt nel quintetto di Miles Davis. Subito dopo, nel gennaio del 1961, inizia un lungo tour che porta il gruppo a suonare al Blackhawk Supper Club di San Francisco dal 4 al 30 aprile. In questo disco si trovano le registrazioni complete delle due serate del 21 e 22 aprile. Anche se è sicuro che la Columbia registrò solo due serate, le date a volte vengono erroneamente indicate come 14-15 e 21-22 aprile. Nel 1961 la Columbia Records aveva già pubblicato parte delle registrazioni in due album intitolati rispettivamente In Person: Friday Nights At The Blackhawk vol.1 (CL 1669) e In Person: Saturday Nights At The Blackhawk vol.2 (CL 1670). Molte altre pubblicazioni si sono susseguite durante gli anni, ma solo nel 2003 la Sony Music, attraverso la sua etichetta Columbia Legacy, ha rimasterizzato e pubblicato per intero le registrazioni di queste due famose serate. Il libretto allegato ai CD contiene le note di copertina originali scritte da Ralph J. Gleason ed uno scritto del trombettista Eddie Henderson.

## Tracce
Nella rimasterizzazione, la serata di venerdì 21 aprile 1961 venne divisa in tre set a causa di problemi di spazio sui CD:
- Primo set = CD 1 (tracce da 1 a 3)
- Secondo set = CD 2
- Terzo set = CD 1 (tracce da 4 a 7)

Il primo set inizia con Autumn Leaves, brano registrato ma poi rifiutato dalla Columbia, il terzo set invece si conclude con un assolo al pianoforte di Wynton Kelly in Love, I've Found You, altro brano rifiutato dalla Columbia.
La serata di sabato 22 aprile 1961 fu divisa invece in quattro set, che sono così presentati sui CD:
- Primo set = CD 3 (tracce 1-3)
- Secondo set = CD 3 (tracce 4-8)
- Terzo set = CD 4 (tracce 1-5)
- Quarto set = CD 4 (tracce 6-8)

L'inizio di Autumn Leaves (Terzo set) è andato perso perché il registratore era spento quando il gruppo attaccò il pezzo, inoltre un trio della sezione ritmica in conclusione di The Theme fu registrato ma rifiutato dalla Columbia.
Disco 1
1. Oleo – 6:55 (Sonny Rollins)
2. No Blues – 17:13 (Miles Davis)
3. Bye Bye (Theme) – 2:50 (Miles Davis)
4. If I Were a Bell – 12:43 (Frank Henry Loesser) – (*)
5. Fran Dance – 7:31 (Miles Davis)
6. On Green Dolphin Street – 12:10 (testo: Ned Washington – musica: Bronislau Kaper)
7. The Theme – 0:37 (Miles Davis) – (*)

Disco 2
1. All of You – 15:47 (Cole Porter)
2. Neo – 10:09 (Miles Davis) – (*)
3. I Thought About You – 5:04 (testo: Johnny Mercer – musica: Jimmy Van Heusen) – (*)
4. Bye Bye Blackbird – 9:44 (testo: Mort Dixon – musica: Ray Henderson)
5. Walkin' – 14:14 (Richard Carpenter)
6. Love, I've Found You – 1:48 (testo: Reverendo C.L. Moore – musica: Danny Small, contiene un piano solo di Wynton Kelly))

Disco 3
1. If I Were a Bell – 12:44 (Frank Henry Loesser)
2. So What – 12:14 (Miles Davis)
3. No Blues – 0:18 (Miles Davis)
4. On Green Dolphin Street – 12:05 (testo: Ned Washington – musica: Bronislau Kaper) – (*)
5. Walkin – 12:24 (Richard Carpenter) – (*)
6. 'Round Midnight – 7:28 (testo: Bernie Hanighen – musica: Thelonious Monk, Cootie Williams)
7. Well You Needn't – 8:02 (Thelonious Monk)
8. The Theme – 0:09 (Miles Davis)

Disco 4
1. Autumn Leaves – 11:45 (testo: Jacques Prévert, Johnny Mercer – musica: Joseph Kosma) – (*)
2. Neo – 12:26 (Miles Davis)
3. Two Bass Hit – 4:35 (Dizzy Gillespie, John Lewis) – (*)
4. Bye Bye (Theme) – 3:19 (Miles Davis) – (*)
5. Love, I've Found You – 1:45 (testo: Reverendo C.L. Moore – musica: Danny Small) – (*)
6. I Thought About You – 5:31 (testo: Johnny Mercer – musica: Jimmy Van Heusen) – (*)
7. Someday My Prince Will Come – 9:30 (testo: Larry Morey – musica: Frank Churchill) – (*)
8. Softly as in a Morning Sunrise – 8:37 (Sigmund Romberg, Oscar Hammerstein II) – (*)

(*) Mai pubblicata in precedenza

## Formazione
- Miles Davis - tromba
- Hank Mobley - sassofono tenore
- Wynton Kelly - piano
- Paul Chambers - basso
- Jimmy Cobb - batteria